# Старушки (роз'їзд)
Стару́шки (біл. Стару́шкі) — залізничний роз'їзд Гомельського відділення Білоруської залізниці на неелектрифікованій лінії Гомель — Калинковичі — Лунинець — Жабинка. Розташований в однойменному селищі Старушки Житковицького району Гомельської області.

## Історія
Станція відкрита 1886 року під час будівництва Поліської залізниці Гомель — Берестя. При станції виникло пристанційне селище (нині проживає близько 40 осіб).
1932 року станція Старушки отримала статус вузлової, завдяки відкриття наскрізного руху дільницею Бобруйськ — Рабкор — Старушки, що сполучила з двома магістральними лініями Гомель — Мінськ та Гомель — Берестя.
Лінія Рабкор — Старушки (завдовжки 67,8 км) під час рейкової війни була вщент зруйнована й по закінченні німецько-радянської війни її було вирішено не відновлювати (нині насип частково використовується під місцеві автошляхи).  
У 1930-х роках на північ від станції починалося спорудження вузькоколійної залізниці до Уріччя, яка експлуатувалася нетривалий час і так не була повністю добудована. Лінія до Уріччя незабаром була перекладена на широку колію, але діяла лише тільки до населеного селища Шинок, як під'їзна колія, ймовірно, до військових об'єктів. Остаточно розібрана у 1990-х роках. 
У 1990—2000-х роках, через малодіяльність, лінія зазнала занепаду. У 2000 році дві з чотирьох колій станції Старушки були демонтовані, а станція отримала статус — роз'їзд.

## Пасажирське сполучення
Приміське сполучення з роз'їздом Старушки здійснюється поїздами регіональних ліній економ-класу до станцій Житковичі та Калинковичі.